# La Barre-en-Ouche

La Barre-en-Ouche este o comună în departamentul Eure, Franța. În 1 ianuarie 2018 avea o populație de 861 de locuitori.